# Проскурино (Тульская область)
Проскурино — деревня в Щёкинском районе Тульской области России.
В рамках административно-территориального устройства относится к Жердевской сельской администрации Щёкинского района, в рамках организации местного самоуправления включается в сельское поселение Крапивенское.

## География
Расположена в 25 км к юго-западу от железнодорожной станции города Щёкино.

## Население
| 2002 | 2010 |
| ---- | ---- |
| 198  | ↘180 |